# Mont Mégantic
De Mont Mégantic is de centrale piek van het massif du Mont-Mégantic, een van de Montérégie-heuvels in het zuiden van de Canadese provincie Québec. Op de top van de berg is een sterrenwacht gevestigd die is geassocieerd met de Universiteit van Montréal, de McGill-universiteit, en de Laval-Universiteit. De berg vormt ook het centrum van een provinciaal park, het parc national du Mont-Mégantic. Een verharde weg leidt naar de top; deze wordt regelmatig gebruikt voor de Tour de Beauce, een wielerronde die sinds 1986 jaarlijks georganiseerd wordt.
Ongeveer 15 kilometer ten oosten van de Mont Mégantic ligt het meer Mégantic, en de gelijknamige stad Lac-Mégantic.

## Geologie
De berg werd gevormd tijdens het Krijt door een intrusie: een stroom magma die in de aardkorst opsteeg. Deze magma heeft het aardoppervlak niet bereikt, maar is in de diepte gestold. De berg die nu zichtbaar is, is ontstaan doordat gletsjers het omliggende sedimentair gesteente hebben geërodeerd. De bol gestolde magma, die veel sterker was, is gebleven.